# Clytostoma
Clytostoma es un género con 24 especies de árboles pertenecientes a la familia Bignoniaceae.

## Descripción
Es un género que consiste en 24 especies bejucos de tallo leñoso  de la América tropical, originaria de Argentina y el sur de Brasil. Está estrechamente relacionado con Bignonia, de la cual difiere principalmente en sus simples zarcillos delgados, el disco corto, y que tiene la costumbre de trepar sobre el follaje junto con zarcillos para colgarse. Las hojas verdes brillantes son lobuladas y se dividen con 2 . Están dispuestas de forma opuesta en pares y los zarcillos surgen en los extremos de los tallos de las hojas. A finales de la primavera, las espectaculares  flores de trompeta se presentan terminales lo largo de las ramas. Las flores son de color lavanda y delicadamente detallados con violeta oscuro y venas púrpuras. Las flores son seguidas por grandes vainas espinosas. Esta planta ornamental perenne alcanza fácilmente los 16 metros. Se ha movido sólo recientemente del género Pandorea . 

## Taxonomía
El género fue descrito por Miers ex Bureau  y publicado en Adansonia 8: 353–354. 1868. La especie tipo es: Clytostoma callistegioides
Etimología
El nombre científico proviene del griego., klytos significa "espléndida y bella", y stoma significa "boca", en alusión a las hermosas flores. 

## Especies
| - C. binatum - C. callistegioides - C. calystegioides - C. campanulata - C. campanulatum - C. convolvuloides - C. costatum - C. cuneatum - C. decorum - C. elegans - C. floridum - C. isthmicum | - C. itatiaiense - C. itatiaiensis - C. mayanum - C. noterophilum - C. ocositense - C. pterocalyx - C. punctatum - C. purpureum - C. ramentaceum - C. sciuripabulum - C. uleanum - C. uniflorum |